# Стюарт, Уолтер, 1-й лорд Блантайр
Уолтер Стюарт, 1-й лорд Блантайр (англ. Walter Stewart, 1st Lord Blantyre; умер 8 марта 1617 года) — шотландский политик, администратор и судья.

## Биография
Сын сэра Джона Стюарта из Минто (1525—1583) и Маргарет Стюарт, сестры Джеймса Стюарта из Кардональда (1512—1584).
Получив образование у Якова VI под руководством Джорджа Бьюкенена в замке Стерлинг, он был джентльменом в королевской палате, рыцарем Кардональда, приором Блантайра, хранителем Тайной печати Шотландии с 1582 по 1596 год, чрезвычайным лордом сессии с 1593 года, октавианом с 1596 года и казначеем Шотландии с 1596 по 1599 год.
В мае 1580 года двадцать пять джентльменов были назначены «пенсионерами, чтобы постоянно сопровождать королевское величество во время его верховой езды и поездок в поля». В свите для верховой езды были вместе с Уолтером Стюартом капитан Джеймс Стюарт, капитан Кроуфорд, мастер Кэткарт, Роджер Астон, Джон Кармайкл, Джеймс Анструтер, Патрик Хьюм из Полварта и Джон Стюарт из Балдинниса.
В 1587—1593 годах Уолтер Стюарт занимал баронство Глазго вместо молодого герцога Леннокса, поэтому он назначил магистратов и проректора Глазго.
Шотландский король Яков VI послал Джона Кармайкла и Блантайра арестовать ирландского мятежника Брайана О’Рурка и доставить его в Англию 3 апреля 1591 года. Это вызвало бунт в Глазго, потому что арест, как считалось, может нанести ущерб ирландской торговле. Блантайр и Кармайкл были прокляты как «рыцари королевы Елизаветы», а король — за то, что принял «английских ангелов», ренту или субсидию, полученную от королевы Елизаветы. Кармайкл и Блантайр надеялись, что королева пощадит О’Рурка и жители Глазго примирятся с ними, но он был казнен.
В июле 1593 года Уолтер Стюарт был назначен в совет по управлению имениями и финансами королевы Анны Датской.
После дела Кинмонта Вилли 8 июля 1596 года Блантайр написал Дэвиду Фулису, шотландскому послу в Лондоне, что он должен вернуться, если отношение Елизаветы не улучшится.
Блантайр отвечал за заключенного Ангуса Макдональда МакКоннала, сына Сорли Боя Макдоннелла, его жену и слуг с августа 1596 года. Их перевезли из замка Дамбартон в дом в городе Дамбартон, затем в собственный замок Кардональд в Блантайре, а затем поселили в нём. Глазго.
Блантайр упал с лошади и сломал ногу в Эдинбурге в феврале 1597 года, и пока он выздоравливал, лорд Очилтри был казначеем. Роджер Астон писал в апреле 1597 года, что его здоровье слабеет, и есть опасения, что он был околдован. В 1599 году он был заключен в тюрьму и вынужден уйти в отставку под влиянием группы придворных в спальне короля.
В июле 1602 года Блантайр присоединился к комитету «четырех Стюартов» для арбитража между маркизом Хантли и графом Мореем. Другими Стюартами были лорд Очилтри, Александр Стюарт из Гарлиса и наставник из Розита.
Уильям Стюарт был уполномоченным по унии с Англией в 1604 году. Он был назначен лордом Блантайром в Пэрстве Шотландии 10 июля 1606 года, и ему наследовал Уильям Стюарт.

## Семья
31 декабря 1581 года Уолтер Стюарт женился на Николе Сомервилл, дочери сэра Джеймса Сомервилля из Камбузнетана и Кэтрин Мюррей. Среди их детей были:
- Уильям Стюарт, 2-й лорд Блантайр (? — 1638), старший сын и наследник отца
- Уолтер Стюарт (ум. после 1650 года) — член парламента, предположительно придворный врач.
- Сэр Джеймс Стюарт (ум. 1609), женился на Дороти Гастингс, но был убит 8 ноября 1609 года в Ислингтоне на дуэли с сэром Джорджем Уортоном, который также умер[14].
- Энн Стюарт (ум. 9 марта 1669), муж — Джон Абернети, 8-й лорд Салтон из Абернети (1578—1612). У неё также была дочь Маргарет Гамильтон от Джеймса Гамильтона, 2-го маркиза Гамильтона.